# Temporada 1955-56 de l'NBA
La temporada 1955-56 de l'NBA fou la desena de la història de l'NBA. El Philadelphia Warriors fou el campió després de guanyar al Fort Wayne Pistons per 4-1.

## Classificacions
- Divisió Est

| Equip                   | V  | D  | %V   | P  |
| ----------------------- | -- | -- | ---- | -- |
| Philadelphia Warriors C | 45 | 27 | ,625 | -  |
| Boston Celtics          | 39 | 33 | ,542 | 6  |
| New York Knicks         | 35 | 37 | ,486 | 10 |
| Syracuse Nationals      | 35 | 37 | ,486 | 10 |

- Divisió Oest

| Equip              | V  | D  | %V   | P |
| ------------------ | -- | -- | ---- | - |
| Fort Wayne Pistons | 37 | 35 | ,514 | - |
| Minneapolis Lakers | 33 | 39 | ,458 | 4 |
| St. Louis Hawks    | 33 | 39 | ,458 | 4 |
| Rochester Royals   | 31 | 41 | ,431 | 6 |

* V: Victòries
* D: Derrotes
* %V: Percentatge de victòries
* P: Diferència de partits respecte al primer lloc
* C: Campió

## Premis
- MVP de la temporada
  -  Bob Pettit (St. Louis Hawks)

- Rookie de l'any
  -  Maurice Stokes (Rochester Royals)

- Primer quintet de la temporada
  - Bob Cousy, Boston Celtics
  - Paul Arizin, Philadelphia Warriors
  - Neil Johnston, Philadelphia Warriors
  - Bob Pettit, St. Louis Hawks
  - Bill Sharman, Boston Celtics

- Segon quintet de la temporada
  - Dolph Schayes, Syracuse Nationals
  - Maurice Stokes, Rochester Royals
  - Slater Martin, Minneapolis Lakers
  - Jack George, Philadelphia Warriors
  - Clyde Lovellette, Minneapolis Lakers